# Толмачево (Амурская область)
Толмачево — упразднённое село в Шимановском районе Амурской области России. Исключено из учётных данных в 1974 году.

## География
Село располагалось на правом берегу реки Большя Пёра) в месте впадения в неё ручья Золотой, на расстоянии примерно 4 километров (по прямой) к северу от станции Джатва.

## История
Село возникло в 1913 году. По данным на 1916 год село Толмачево состояло из 10 дворов (население составляло 37 человек) и входило в состав Гондаттиевской волости 3-го стана Амурского уезда Амурской области.
По данным 1926 года в Толмачево имелось 33 хозяйств (16 крестьянского типа и 17 прочих) и проживало 127 человек (67 мужчин и 60 женщин). В национальном составе населения преобладали русские. В административном отношении являлось центром Толмачевского сельсовета Свободненского района Амурского округа Дальневосточного края.
Решением Амурского исполкома от 7 июня 1974 года № 253, село Толмачево исключено из учётных данных как несуществующее.